# Rio São João Grande
Rio São João Grande är ett vattendrag i Brasilien.   Det ligger i delstaten Espírito Santo, i den sydöstra delen av landet, 900 km sydost om huvudstaden Brasília.
Omgivningarna runt Rio São João Grande är huvudsakligen savann. Runt Rio São João Grande är det ganska tätbefolkat, med 93 invånare per kvadratkilometer.